# Yohán Cumana
Yohan Eduardo Cumana Hernández (Venezuela; 8 de marzo de 1996) es un futbolista venezolano que  juega como defensa o centrocampista en el Universidad Central de Venezuela de la Primera División de Venezuela.

## Selección nacional
Cumana debutó con la selección de fútbol de Venezuela en el partido inaugural de la Copa América 2021 contra Brasil.

#### Participación en Copas América
| Torneo            | Sede   | Resultado      | Partidos | Goles |
| ----------------- | ------ | -------------- | -------- | ----- |
| Copa América 2021 | Brasil | Fase de grupos | 3        | 0     |

## Clubes
| Club                             | País      | Año           |
| -------------------------------- | --------- | ------------- |
| Deportivo Anzoátegui             | Venezuela | 2014 - 2017   |
| Deportivo La Guaira              | Venezuela | 2017-2023     |
| Once Caldas                      | Colombia  | 2023          |
| Universidad Central de Venezuela | Venezuela | 2024-presente |